# Света Петка (Брезник)
„Света Петка“ е православна църква в град Брезник, България. Администрира се от Трънската духовна околия на Софийската епархия на Българската православна църква и е една от двете действащи църкви в града, заедно с по-новата „Свети Георги“.

## История
Първоначално църквата е част от средновековния Бреза манастир, който заедно с шест черкви, издигнати по околните възвишения, е известен като Брезнишко седмопрестолие, и с който се свързва името на град Брезник. Манастирът съществувал до края на XV век, когато е засвидетелствано, че плаща данък на видинския бейлербей. Турците го наричат „Матеалъ“, а българите – манастир на „Светата Майка“. След XV век името на манастира вече не се споменава, но от него са останали каменни надписи и части от колони, бронзови и сребърни кръстове и църковна утвар, част от които са използвани в ново време в строителството на новата камбанария и направата на новата камбана.
И след изоставянето на манастира, „Света Петка“ продължава да се използва като енорийска църква на Брезник. Към 1814 година сградата е опожарена от местния аян и бивш кърджалия Кара Фейзи, който според местни легенди се опитва да забрани изцяло християнското богослужение във владенията си. През 1818 година църквата е възстановена от местните жители под водачеството на поп Кръстю и протопоп Павел.
През Възраждането църквата е образователен и културен център на Граово, като в него се помещава първото килийно училище на града. През 1847 година в пристройка към нея се открива и първото светско училище в Брезник, в което пръв учител е Георги Йошев, ученик на известния по това време просветен деец Захарий Круша. Черквата продължава да бъде единственият енорийски храм на града и след Освобождението в 1878 година, чак до 1948 година, когато е осветена новата и просторна черква „Свети Георги“.

## Архитектура
Храмът като план се състои от три части. Източната най-стара част е от Средновековието и представлява малка еднокорабна едноапсидна псевдотриконхална църква с вход от запад. Западната ѝ фасада е била ограничена с анти, върху които е стъпвала арката на свода. Съвременният ѝ двускатен дървен покрив е заменил по-стар зидан купол, вероятно разрушен още в началото на османската епоха. Запазените стени на средновековната сграда са от ломен камък, споен с хоросан.
В ново време първоначалната сграда е удължена в западна посока с още две части. При възстановяването на сградата в 1818 година тя е реконструирана и разширена, като към наоса е добавен притвор на запад, западната стена с анти е премахната, а над пристроената част е изградена галерия – нартекс. Църквата е отново реконструирана в началото на XX век, когато от запад е пристроен втори притвор – екзонартекс – а на няколко метра западно от църквата е вдигната свободно стояща камбанария.
Вътрешността на средновековния храм е изцяло изписана със стенописи, от които не е открито да е запазено нещо, като вероятно са унищожени при първото разрушаване на храма. Установени са поне три стенописни слоя от XVII до XIX век. Един от тях е останал незавършен, може би заради епидемия. Запазените най-нови фрески са от XVIII и XIX век. По-голяма част от тях са в наоса, като отделни фрагменти има и в притвора (галерията). Впечатление правят изображенията на лечителките света Марина и света Варвара, които държат в ръцете си макет на черквата „Св. Петка“. Особеност в интериора на храма е, че има два отделни олтара за двете отделения. Над олтара в мъжкото отделение има необичайно изображение на две крилати кучета. В църквата има и икона на свети Христофор като песоглавец – изобразен под влияние и на фолклорното християнство с кучешка глава, докато в Суховския и Роженския манастир е с овча.
Иконостасът на църквата има четири реда икони и се отличава с разнородност на отделните си части. Изпъкват големият кръст „Венчилка“ най-отгоре и една арка над северната врата на иконостаса. Тя най-вероятно е остатък от средновековния иконостас. Декоративните ѝ мотиви са рядкост в българската резба. Орнаментацията на арката, представена с плоска резба, се състои от гъста плетеница с розетки от рода на арабеските. Някои от иконите са дело на майстори от Самоковската художествена школа. Особеност на черквата е нейният втори иконостас, разделящ притвора (женското отделение) от наоса (мъжкото отделение).
Смята се, че в храма се пази частици от чудотворните мощи на света Петка Българска. В църквата се пазят стари църковни книги реликви с миниатюри икони на света Петка и свети Димитър.
Църквата има голям двор, в който са разположени десетки археологически предмети, стари характерни с формите си каменни кръстове, османски фрагменти от мраморни плочи орнаментирани с розети и кипариси, запазени от някогашния парапет на съборената след Освобождението джамия и други. Всички те оформят своеобразен музеен лапидариум на това свято място. Храмът е архитектурно-художествен паметник на културата от национално значение. Непосредствено до сградата има аязмо, чиято вода е смятана за лековита.
- Парченце от мощите на света Петка
- Икона на света Петка
- Главният иконостас